# Archidamos I.
Archidamos I. nebo Archidámos I. (starořecky Αρχίδαμος) byl králem Sparty (možná mytickým) zhruba od roku 665 před Kr. do roku 645 před Kr.. Pocházel z královské rodiny Eurypontovců.
Od starověkých historiků nemáme téměř žádné zprávy o době údajné vlády Archidama I. Navíc nám podávají dvě různé verze posloupnosti panovníků rodu Eurypontovců, kteří v té době měli vládnout. Historik Hérodotos uvádí dynastii Eurypontovců od Theopompa v sestupném pořadí z otce na syna takto: Theopompos, Anaxandridas, Archidamos, Anaxilaos, Leótychidas atd.
Dle Pausania se Theopompovým následníkem stal jeho vnuk Zeuxidamos, neboť jeho syn Archidamos předčasně zemřel. Následníkem Zeuxidama byl jeho syn Anaxidamos a až po něm vládl Archidamos (syn Anaxidama).
Otázka, která z těchto dvou verzi je důvěryhodnějš, pravděpodobně zůstane nezodpovězena. Většina novověkých historiků (Jona Lendering, John Paul Adams a jiní) se však přiklánějí spíše k Herodotovi, jehož záznamy jsou staršího data. Protože zachované zprávy antických autorů jsou velmi kusé a nejednotné, zůstane nám tato minulost Sparty patrně zahalena závojem tajemství.